# サザン・カンパニー

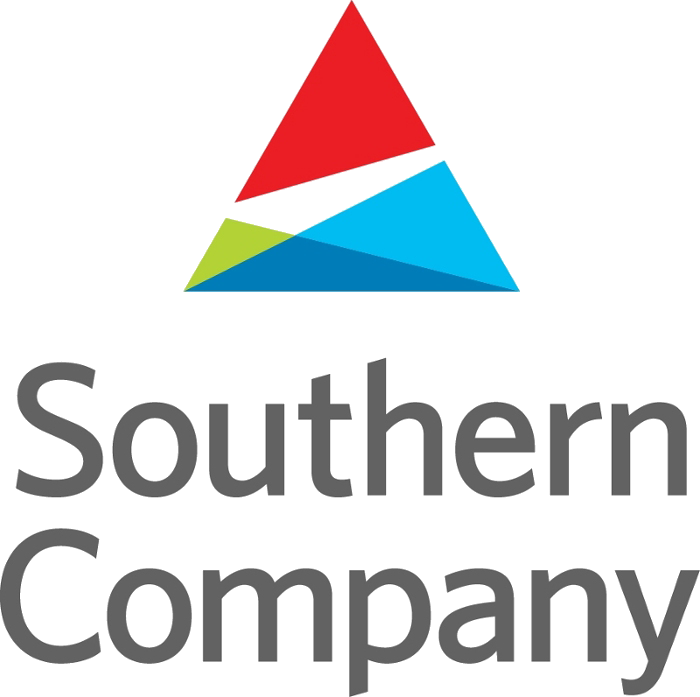
企業ロゴ

サザン・カンパニー（英: The Southern Company）は、電力およびガス事業者を保有するアメリカ合衆国の持株会社。ジョージア州・アトランタに本拠を置き、アメリカの大手公益企業の一つである。ニューヨーク証券取引所上場企業（NYSE: SO）。

## 沿革
サザン・カンパニーの起源は、アラバマ州とジョージア州における起業家グループに遡る。ジョージア州では、1883年に銀行家のHarry AtkinsonがGeorgia Electric Light Companyを興し、同社が1927年までにGeorgia Power Companyとして同州の他の電力事業者を買収・統合することで発展を遂げた。アラバマ州では、ゼネラル・エレクトリックの前身企業に勤務していたJames Mitchellが、ロンドンの資本家から資金を調達しアラバマ州を流れるタラポーザ川で1910年代に水力発電事業を興し、Alabama Power Companyとして事業を急拡大、1920年代に後を継いだTom Martinがアメリカ南部の電化事業を進めることで発展を支えた。Tom Martinはジョージア・アラバマ両州の電力事業の経営統合を視野に1924年Southeastern Power & Light Companyを設立、1926年までに経営統合を完了したのち、1929年にニューヨークで設立された持株会社のCommonwealth & Southernが同社を買収したものの、世界恐慌の発生による工業用電力の消費低下が経営を直撃、また1935年に制定された公益事業持株会社法により事業の売却を余儀なくされ、第二次世界大戦の終了を受け証券取引委員会がサザン・カンパニーの設立を承認するまで苦境が続いた。
戦後は1950年にBirmingham Electric Companyを買収、1950年代は大規模な水力発電所や石炭火力発電所の建設が相次ぎ、他方石油火力発電所への投資はごく少なかったため、オイルショックからもほとんど影響を受けなかった。その後環境対策が求められるようになった1980年代、サザン・カンパニーは原子力発電所を含む発電所の増設に着手したものの財源不足に悩み、1992年にエネルギー政策法の制定により規制緩和の時代を迎えると、カリフォルニア州やニューヨーク州など東海岸の発電所の買収を積極的に行ったが、1990年代以降のアメリカ合衆国環境保護庁による二酸化炭素や窒素酸化物をめぐる環境規制の強化に伴い、石炭火力発電の削減に取り組むこととなった。2016年5月にノースカロライナ州のガス事業者のパワーセキュア・インターナショナルを買収し子会社化、また同年7月にアトランタの天然ガス事業者のAGLリソーシズを買収しSouthern Company Gasへと再編したことで、アメリカでトップクラスの規模を持つエネルギー事業者へと成長している。

## 現在
サザン・カンパニーは現在、アラバマ・ジョージア両州への電力・ガス供給を中心に、北西部を除くアメリカ本土各地に発電所やプラントを保有する。電源割合に関しては、自社発電量ベースで、天然ガスによる火力発電が半分近くであり、石炭が3割弱、原子力発電は15%前後、風力発電や太陽光発電などの再生可能エネルギーは10％強である。持株会社の傘下に以下の主要企業がある。
- Alabama Power
- ジョージア電力
- Mississippi Power
- Southern Power（再生可能エネルギーや天然ガスによる発電事業）
- パワーセキュア
- Southern Nuclear（原子力発電事業）
- Southern Linc（無線通信事業者）
- Southern Company Gas（旧AGLリソーシズ）
  - Atlanta Gas Light (ジョージア州)
  - Chattanooga Gas (テネシー州)
  - Nicor Gas (イリノイ州)
  - Virginia Natural Gas (バージニア州)